# Economia clássica
Economia clássica é a primeira escola moderna de pensamento econômico. É geralmente aceito que o marco inaugural do pensamento econômico clássico seja a obra A Riqueza das Nações, do escocês Adam Smith. Seus conceitos giram em torno da noção básica de que os mercados tendem a encontrar um equilíbrio econômico a longo prazo, ajustando-se a determinadas mudanças no cenário econômico.
Os principais economistas clássicos incluem Adam Smith, Jean-Baptiste Say, Thomas Malthus, David Ricardo, John Stuart Mill, Johann Heinrich von Thünen e Anne Robert Jacques Turgot.
Enquanto Adam Smith enfatizou a produção de renda, David Ricardo na sua distribuição entre proprietários de terras, trabalhadores e capitalistas, Ricardo enxergou um conflito inerente entre proprietários de terras e capitalistas. Ele propôs que o crescimento da população e do capital, ao pressionar um suprimento fixo de terras, eleva os aluguéis e deprime os salários e os lucros.
Thomas Robert Malthus usou a ideia dos retornos decrescentes para explicar as baixas condições de vida na Inglaterra. De acordo com ele, a população tendia a crescer geometricamente sobrecarregando a produção de alimentos, que cresceria aritmeticamente. A pressão que uma população crescente exerceria sobre um estoque fixo de terras significa produtividade decrescente do trabalho, uma vez que terras cada vez menos produtivas seriam incorporadas à atividade agrícola para suprir a demanda. O resultado seria salários cronicamente baixos, que impediriam que o padrão de vida da maioria da população se elevasse acima do nível de subsistência. Malthus também questionou a automaticidade da economia de mercado para produzir o pleno emprego. Ele culpou a tendência da economia de limitar o gasto por causa do excesso de poupança pelo desemprego, um tema que ficou esquecido por muitos anos até que John Maynard Keynes a reviveu nos anos 1930.
No final da tradição clássica, John Stuart Mill divergiu dos autores anteriores quanto a inevitabilidade da distribuição de renda pelos mecanismos de mercado. Mill apontou uma diferença dois papéis do mercado: alocação de recursos e distribuição de renda. O mercado pode ser eficiente na alocação de recursos mas não na distribuição de renda, ele escreveu, de forma que seria necessário que a sociedade intervenha.
A teoria do valor foi importante na teoria clássica. Smith escreveu que "o preço real de qualquer coisa… é o esforço e o trabalho de adquiri-la" o que é influenciado pela sua escassez. Smith dizia que os aluguéis e os salários também entravam na composição do preço de uma mercadoria. Outros economistas clássicos apresentaram variações das ideias de Smith, como a chamada Teoria do valor-trabalho. Economistas clássicos se focaram na tendência do mercado de atingir o equilíbrio no longo prazo.
Os economistas clássicos foram originalmente designados por Karl Marx para se referir à David Ricardo, James Mill e seus predecessores, ou seja, os fundadores da teoria que culminou a chamada economia ricardiana.
Por volta de 1870, a economia clássica foi substituída como escola de pensamento predominante pela economia neoclássica.